# 장지화
장지화(張至和, ?~1398년 8월 26일)는 고려 말 조선 초의 문신이다.
전라도 흥성(興城) 출신으로, 한미한 집안의 후손이었던 것으로 추정된다. 1380년(우왕 6) 문과에 합격해, 이초의 옥에 연루된 우현보(禹玄寶)·우홍수(禹洪壽)부자와 정몽주(鄭夢周) 등을 탄핵하였다. 1392년(공양왕 4) 7월 17일에 조선 개국에 참여하여 3등공신에 녹훈(錄勳)되고 교서감(校書監)에 임명된 뒤, 흥성군(興城君)에 봉해졌다. 1395년(태조 4) 간관(諫官)을 지냈고, 같은 해에 도승지(都承旨), 1398년 충청도 관찰출척사(觀察黜陟使)로 승진하였다.
1398년 제1차 왕자의 난 때 남은의 별장에서 심효생, 이근 등과 함께 살해되었고 사후 1409년 태종은 사헌부의 상소에 의해 장지화의 녹권을 추탈(追奪)하고 가산을 적몰하였다.
아들은 장옥상(張玉相)이 있다.